# Désiré de Verdun
 Désiré de Verdun (latin, Desideratus), ou Didier de Verdun, né vers 480, peut-être à Dijon, mort le 8 mai 554, peut-être à Verdun, est le 9e évêque de Verdun (529-554). Il est fêté le 23 août.

## Sa famille
Désiré, ou Didier, de Verdun est le fils de Gondebald de Bourgogne (440-485), un noble lyonnais et d’une jeune femme noble de Soissons. Il est le petit-fils de Latinus de Bourgogne (420-500) et de Syagria de Lyon, descendante à la fois des Syagrii, famille importante de l'aristocratie gallo-romaine de l'Antiquité tardive et de Gondebaud, roi des Burgondes, son grand-père.
La vie de Latinus (dux Latinus Gontbado) est connue grâce à un livre d’histoire locale :

« Un certain Domitien monta sur son âne et en alla chercher à Torcieu, village à une lieue de distance. Ses vivres étant épuisés, il retourna en demander à un homme noble et puissant appelé Latinus, qui demeurait dans un lieu appelé Catonica. Ce Latinus donna son nom au village où il demeurait, et à une fontaine qui était auprès. (Ce village est aujourd'hui appelé Lagnieu.) La femme de Latinus s'appelait Syagria. Domitien se présenta à lui avec son âne, et lui demanda à acheter des vivres pour lui et pour ses compagnons qui bâtissaient un oratoire. Latinus lui dit : « Comment veux-tu que je te donne du blé, tu ressembles plus à un histrion qu'à un serviteur de Dieu.
Latinus, qui était arien, lui demanda sa profession de foi ; Domitien la lui récita : Latinus lui dit que sa profession de foi était fausse, et il refusa de faire charger du blé sur son âne. Il y avait près de là deux anciens temples consacrés à Jupiter et à Saturne ; les hommes qui cultivaient les champs venaient en cachette y adorer ces dieux. Domitien répliqua : « Si ce que je dis est vrai, que ces temples s'écroulent.
Alors il s'éleva un violent orage, accompagné de tonnerre et de grêle ; les temples s'écroulèrent. Latinus se réfugia dans son palais, construit avec d'énormes pierres et orné de marbre. L'orage fini, il envoya savoir ce qu'était devenu Domitien qu'il croyait tué. On le trouva sain et sauf. Latinus se repentit, fit ses excuses à Domitien de l'avoir traité de fou ; il se convertit, lui et les siens, à la foi catholique, et il donna une vigne à Domitien. »

Désiré de Verdun se marie avec « une noble femme de Toulouse ». Il a peut-être deux enfants :
- Gondoald d’Autun, ancêtre d’une partie des Mérovingiens et des Carolingiens (par les femmes).
- Saint Syagre, évêque d'Autun à la fin du VIe siècle. Ce serait lui qui tua par vengeance un certain Sirivald. En effet, Désiré de Verdun, évêque de Verdun ayant été accusé auprès du roi Thierry par un certain Sirivald, après la mort de Désiré, pour des raisons de rivalité et de vengeance, Syagrius son fils, organise une expédition punitive à Fleurey, en 554, pour y assassiner Sirivald dans une villa, après avoir assassiné une première personne par méprise, il retourne accomplir son forfait[3].

## Biographie

### Sous le règne de ThierryIer, roi d'Austrasie
Bien que son père soit de Lagnieu, Désiré fait des études à Dijon. Il succède à Vitonus, 8e évêque de Verdun 502-529. Il est persécuté par Thierry Ier, roi d'Austrasie (511-534). Celui s'en prend aussi à quelques églises notamment celle de Verdun, où réside l'évêque Désiré, successeur de saint Vanne. Toutefois, il recouvre sa liberté et son évêché. Le roi Thierry Ier lui a pris tout son bien.
L'évêque de Verdun, revenu d'exil après la mort du roi Thierry en 534, trouve sa ville en plein déclin économique. À la fin de l’Empire romain et du temps des Mérovingiens et des Carolingiens, Verdun est pourtant une ville très active pour le négoce.

### Sous le règne de ThibertIer, roi d'Austrasie (534-548)

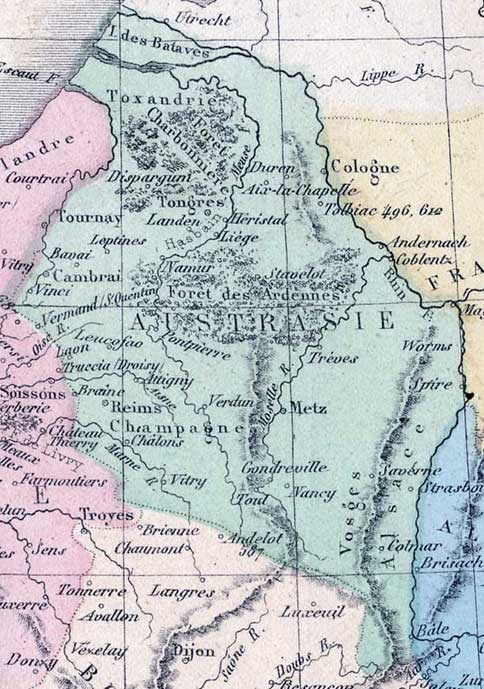
L’Austrasie.

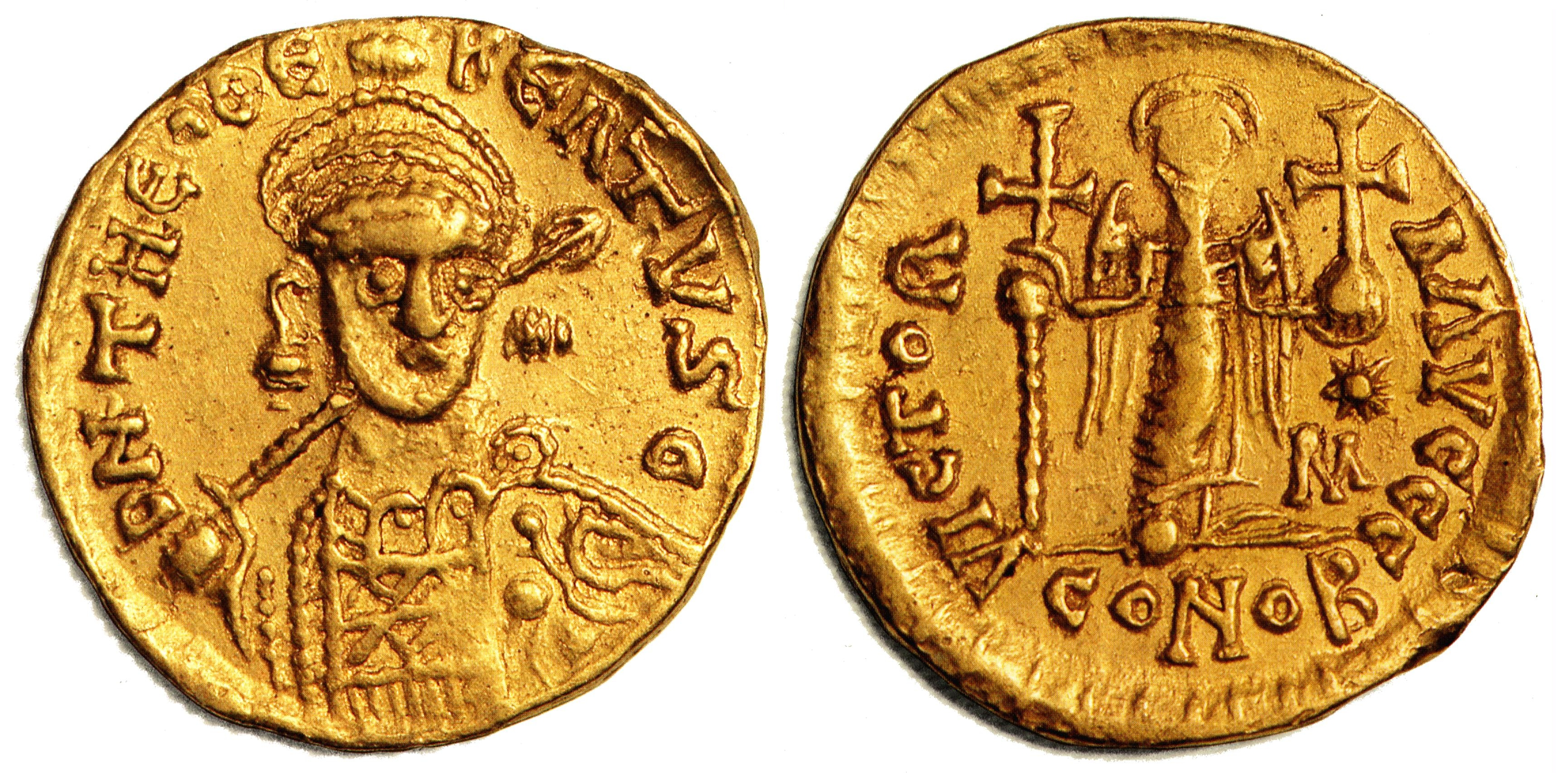
Sou d'or de Thibert Ier, v. 534.

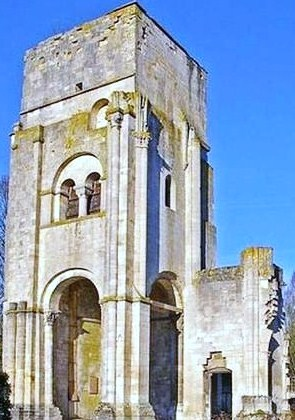
L'abbaye Saint-Vanne de Verdun en 2014.

Désiré de Verdun est sauvé de la misère par Thibert Ier, qui vient de se marier avec Deoteria, issue de l'aristocratie gallo-romaine d'Auvergne. Comme Désiré voit ses citoyens dans une grande pauvreté, il obtient un prêt du roi Thibert Ier, roi des Francs, régnant sur la partie orientale du royaume (future Austrasie), offrant de le rendre avec intérêt. Le roi lui envoie sept mille sous d'or que l'évêque distribue aux citoyens. Ils en font commerce et s'enrichissent. L'évêque offre ensuite au roi de lui rendre cet argent ; mais le roi dit « qu'il n'en a pas besoin et qu'il suffisoit qu'on en eût soulagé la pauvreté de cette ville ». Grégoire de Tours rapporte ces faits et en déduit que le prêt-de-commerce, considéré parfois comme usure est regardé à cette époque comme un contrat légitime. En réalité, s’il est là encore défendu par l’Église de prêter à intérêt, il est permis, de l'aveu de tout le monde, d'emprunter de cette manière dans le cas de nécessité.
Désiré de Verdun participe au concile de Clermont, tenu en 535 à Clermont-en-Auvergne, par les évêques Flavius de Reims, Hespérius de Metz, Césaire d'Arles, et plusieurs autres. Il défend de célébrer les saints mystères dans les oratoires aux principales fêtes, Pâques, Noël et la Pentecôte. Il faut, dit le texte, que les clercs de ces oratoires, ainsi que les principaux citoyens, viennent en ces jours à la basilique épiscopale ; toutefois cet ordre ne concerne point les prêtres et les diacres régulièrement établis dans des titres, soit à la ville, soit dans les paroisses rurales.
Au Ve concile d'Orléans de 549, auquel il assiste, il est dit qu'un païen ou un hérétique qui voudrait tirer ses esclaves de l'asile, devra faire prêter le serment par un catholique. Il est dit aussi, en ces règlements, qu'on donnera aux détenus la nourriture sur les fonds de l'église. Car alors ces malheureux n'avaient guère d'autre ressource que la charité publique. On pourvoira également aux besoins des lépreux.
On voit encore dans le jardin de l'abbaye Saint-Vanne de Verdun une grande tombe, sous laquelle sont enterrés huit des plus anciens évêques de Verdun. Son successeur, Airy de Verdun a été ordonné prêtre par lui. Il devient évêque à sa mort.